# Genesis Potini
Genesis Wayne Potini (5 de setembro de 1963 – Gisborne, 15 de agosto de 2011) foi um enxadrista neozelandês especializado em xadrez blitz que foi tema de um longa-metragem, The Dark Horse, que estreou nos cinemas em 2014.

## Posteridade
A história de Genesis Potini foi a base para o filme neozelandês de 2014 The Dark Horse escrito e dirigido por James Napier Robertson. O filme recebeu muitos prêmios, tornou-se um sucesso nas bilheterias neozelandesas, e foi declarado “um dos maiores filmes da Nova Zelândia já feitos”.